# Scopula obscuraria
Scopula obscuraria är en fjärilsart som beskrevs av Bang-haas 1911. Scopula obscuraria ingår i släktet Scopula och familjen mätare. Inga underarter finns listade.